# Verwaltungsgliederung der Oblast Archangelsk

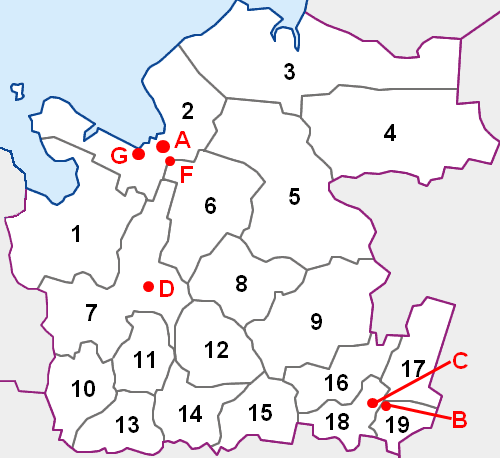
Verwaltungsgliederung der Oblast Archangelsk (ohne Nowaja Semlja.
Franz-Josef-Land und die Victoria-Insel)

Die Oblast Archangelsk im Föderationskreis Nordwestrussland der Russischen Föderation gliedert sich in 20 Rajons, 7 Stadtkreise sowie die beiden Inselterritorien (russisch островные территории) Franz-Josef-Land und die Victoria-Insel. Den Rajons sind insgesamt 19 Stadt- und 158 Landgemeinden unterstellt. Zudem befindet sich der Autonome Kreis der Nenzen als autonomes Föderationssubjekt innerhalb der Oblast. Die derzeitige Verwaltungsgliederung der Oblast Archangelsk wurde mit dem Oblast-Gesetz „Über den Status und die Grenzen der munizipalen Gebilde der Oblast Archangelsk“ («О статусе и границах территорий муниципальных образований в Архангельской области») vom 23. September 2004 festgelegt und letztmals am 25. März 2016 verändert.
Die folgenden Tabellen zeigen eine Übersicht über die Stadtkreise und Rajons der Oblast Archangelsk, ohne den Autonomen Kreis der Nenzen.

## Stadtkreise
| [ 1 ] | Stadtkreis    | Einwohner |
| ----- | ------------- | --------- |
| A     | Archangelsk   | 348.783   |
| B     | Korjaschma    | 39.641    |
| C     | Kotlas        | 60.562    |
| D     | Mirny         | 30.280    |
|       | Nowaja Semlja | 2.429     |
| F     | Nowodwinsk    | 40.615    |
| G     | Sewerodwinsk  | 192.353   |

## Rajons
| [ 1 ] | Rajon                 | Einwohner | Stadt- bevölkerung | Land- bevölkerung | Verwaltungssitz     | Weitere Ortschaften                    | Anzahl Stadt- gemeinden | Anzahl Land- gemeinden |
| ----- | --------------------- | --------- | ------------------ | ----------------- | ------------------- | -------------------------------------- | ----------------------- | ---------------------- |
| 6     | Cholmogorski rajon    | 25.061    | –                  | 25.061            | Cholmogory          |                                        | –                       | 13                     |
| 10    | Kargopolski rajon     | 18.466    | 10.214             | 8.252             | Kargopol            |                                        | 1                       | 5                      |
| 13    | Konoschski rajon      | 26.106    | 12.432             | 13.674            | Konoscha            |                                        | 1                       | 7                      |
| 18    | Kotlasski rajon       | 21.005    | 9.073              | 11.932            | Kotlas              | Priwodino, Schipizyno, Solwytschegodsk | 3                       | 1                      |
| 16    | Krasnoborski rajon    | 13.815    | –                  | 13.815            | Krasnoborsk         |                                        | –                       | 7                      |
| 17    | Lenski rajon          | 13.362    | 4.577              | 8.785             | Jarensk             | Urdoma                                 | 1                       | 3                      |
| 4     | Leschukonski rajon    | 7.979     | –                  | 7.979             | Leschukonskoje      |                                        | –                       | 6                      |
| 3     | Mesenski rajon        | 10.330    | 6.157              | 4.173             | Mesen               | Kamenka                                | 2                       | 10                     |
| 11    | Njandomski rajon      | 30.244    | 22.356             | 7.888             | Njandoma            |                                        | 1                       | 2                      |
| 1     | Oneschski rajon       | 14.017    | 2.886              | 11.131            | Onega               | Maloschuika                            | 2                       | 6                      |
| 5     | Pineschski rajon      | 26.978    | –                  | 26.978            | Karpogory           |                                        | –                       | 14                     |
| 7     | Plessezki rajon       | 49.077    | 33.455             | 15.622            | Plessezk            | Oboserski, Sawinski, Sewerooneschsk    | 4                       | 11                     |
| 2     | Primorski rajon       | 25.466    | –                  | 25.466            | Archangelsk         |                                        | –                       | 10                     |
| 12    | Schenkurski rajon     | 15.196    | 5.702              | 9.494             | Schenkursk          |                                        | 1                       | 8                      |
| 15    | Ustjanski rajon       | 30.581    | 9.307              | 21.274            | Oktjabrski          |                                        | 1                       | 15                     |
| 14    | Welski rajon          | 54.792    | 29.831             | 23.885            | Welsk               | Kuloi                                  | 2                       | 19                     |
| 9     | Werchnetojemski rajon | 17.060    | –                  | 17.060            | Werchnjaja Toima    |                                        | –                       | 8                      |
| 19    | Wilegodski rajon      | 11.158    | –                  | 11.158            | Iljinsko-Podomskoje |                                        | –                       | 6                      |
| 8     | Winogradowski rajon   | 16.753    | 6.018              | 10.735            | Beresnik            |                                        | 1                       | 8                      |

Anmerkungen:
1. 1 2  Nummer des Rajons in der Karte
2. 1 2 3 4  Einwohnerzahlen laut Allrussischer Volkszählung (2010)
3. ↑  Der Stadtkreis beinhaltet die Siedlung städtischen Typs Wytschegodski.
4. ↑  Verwaltungszentrum ist die Siedlung städtischen Typs Beluschja Guba.
5. ↑  Städte und Siedlungen städtischen Typs
6. 1 2  Der gehört nicht zum Rajon, sondern bildet einen eigenständigen Stadtkreis.